# Jačina veze
U hemiji, jačina veze je stepen do kojeg je svaki atom vezan za drugi hemijskom vezom doprinosi valenci tog drugog atoma. Jačina veze je intimatno vezana sa redom veze i može se kvantifikovati koristeći:
- Energija veze: neophodni su proračuni znatne veličine, čak i za najjednostavnije veze.
- Enerigija disocijacije veze

Jedan drugi kriterijum jačine veze je kvalitativna relacija između energija veze i preklapanja atomskih orbitala veza (Poling i Muliken). Što više se orbitale preklapaju, to se u većoj meri vezujući elektroni nalaze između jezgara i stoga su jače veze. Preklapanje je neophodno radi formiranja molekulskih orbitala. Stepen preklapanja se može izračunati primenom integrala preklapanja.